# Pîlîpo-Koșara, Dzerjînsk
Pîlîpo-Koșara (în ucraineană Пилипо-Кошара) este un sat în comuna Mala Kozara din raionul Dzerjînsk, regiunea Jîtomîr, Ucraina.

## Demografie
Componența lingvistică a localității Pîlîpo-Koșara
     Ucraineană (97,67%)
     Rusă (2,04%)
     Alte limbi (0,29%)
Conform recensământului din 2001, majoritatea populației localității Pîlîpo-Koșara era vorbitoare de ucraineană (97,67%), existând în minoritate și vorbitori de rusă (2,04%).